# Nigeria aux Deaflympics
Le Nigéria participe 2 fois aux Deaflympics d'été depuis 2009. Le pays n'a jamais participé aux Jeux d'hiver.

## Bilan général
L'équipe de Nigéria obtient 3 médailles des Deaflympics donc 2 argents et 1 bronze.
| Année | Médaille d'or, Jeux olympiques | Médaille d'argent, Jeux olympiques | Médaille de bronze, Jeux olympiques | Total | Rang |
| 2009  | 0                              | 2                                  | 0                                   | 2     | 37e  |
| 2013  | 0                              | 0                                  | 1                                   | 1     | 43e  |
| Total | 0                              | 2                                  | 1                                   | 3     |      |